# Pentjo Slavejkov

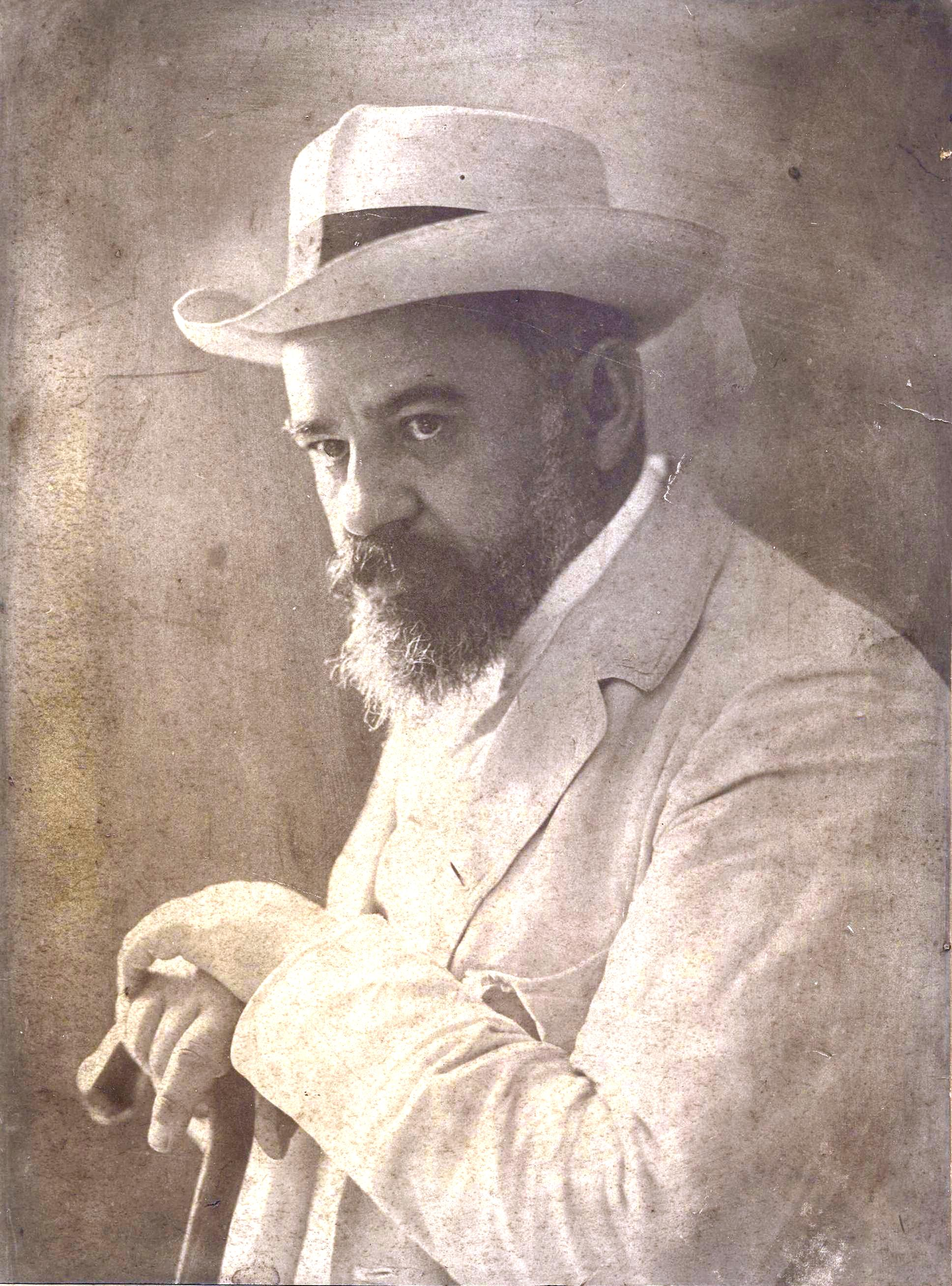
Pentjo Slavejkov, 1912

Pentjo Slavejkov (Пенчо Славейков), född 27 april 1866 i Trjavna, död 28 maj 1912 i Brunate vid Comosjön, var en bulgarisk författare. Han var son till författaren Petko Slavejkov.
Pentjo Slavejkov studerade utomlands och blev sedan anställd vid nationalbiblioteket i Sofia men entledigades från direktörsbefattningen 1911 och flyttade till Italien. En tid var han också chef för bulgariska nationalteatern. Han debuterade 1888 med den erotiska diktsamlingen Mominski solzi (Liljekonvaljer). 1896 utkom första bandet Epistjeski pesni, andra delen 1898, Blenove (Svärmerier, omarbetad 1907). 1896 utgavs också den lyriska diktsamlingen Son za stjastie (Drömmen om lyckan). En diktsamling med dels satiriskt, dels reflexionslyriskt innehåll är Na ostrovo na blazjenite (På de lycksaligas ö, 1910), en fingerad antologi med namn lånade ur bröderna Miladinovs bulgariska folkvisor; l biografierna över dessa 19 uppdiktade poeter lämnade Slavejkov bidrag till sitt eget själsliv. Hans hjältedikt Kărvava pesen, "Sången om blodet", översatt till svenska av Alfred Jensen 1913, påbörjades 1897 i Leipzig och behandlar den bulgariska frihetsrörelsen 1876-77. Dikten blev inte fullbordad, men räknas som hans centrala verk.
Slavejkov var flitig medarbetare i tidskriften "Misl", där han publicerade essäer och översättningar. Dessutom översatte han 1911 moderna tyska skalder i urval och Nietzsches "Also sprach Zarathustra". Slavejkov har beskrivits som den förnämste bulgariske skalden av sin tid, som förenade europeiska kulturinflytanden (från Goethe, Heine, Nietzsche med flera) med nationell originalitet. I många episka dikter upptog han och fördjupade nationella motiv ur bulgariska folkvisor; Hans diktcykel Koledari (1903, svensk översättning 1912), en samling jul- och nyårsvisor, återspeglar konstnärligt det idylliska bondelivet på folkpoetisk grund. På svenska finns vidare ett litet urval reflexionslyriska dikter med titeln "Skaldeöden", 1912, och "Hymner vid öfvermänniskans död", 1916, liksom de förra översatta av Alfred Jensen, som även skrev om Slavejkov i Finsk tidskrift 1913 och i "Rad jugoslavenske Akademie" 1914.